# La Rouvière
La Rouvière là một xã trong vùng Occitanie. Xã La Rouvière nằm ở khu vực có độ cao trung bình 98 mét trên mực nước biển.